# قصر الحكومة (الجزائر)
قصر الحكومة هو مبنى جزائري عاصمي على الطراز الحديث، بُنِي عام 1934 من قبل المهندس المعماري جاك غيوشان (Jacques Guiauchain)، بمساعدة أوغست بيريه وطلابه بيير لويس مويس فورستييه ودوني هونيغر. يعتبر هذا القصر مقرًا رسميًّا للوزير الأول الجزائري، يضم المبنى أيضًا وزارة الداخلية والجماعات المحلية .
خلال فترة الاحتلال الفرنسي، كان المبنى يُعرف أيضًا باسم «الحكومة العامة» (بالفرنسية: Gouvernement général).

## نبذة تاريخية

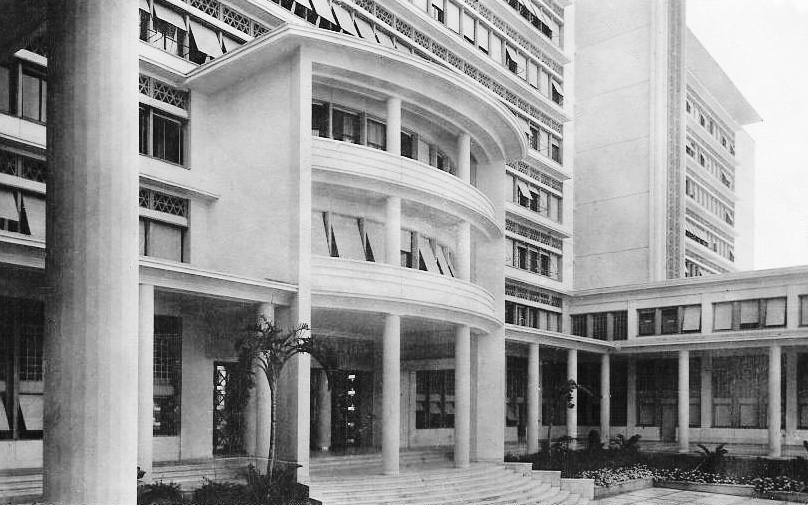
قصر "الحكومة العامة" عام 1929

كان المبنى، الذي يضم 600 مكتبًا وقاعة الاجتماعات، مركزًا للخدمات العامة للإدارة الفرنسية. بُنِي المبنى على شكل حرف H بين عامي 1929 و 1934، مع التهيئات اللاحقة حتى عام 1955، في شارع لافاريار (Laferrière)، شارع بارتاز (Berthèse)، شارع القديس أوغستين (Saint-Augustin) وشارع ماريشال فوش (Maréchal Foch)، من قبل مؤسسة الإخوة بيريه وفقًا لمخططات المهندس المعماري جاك غيوشان وتغطي مساحة أكبر من 4 400 متر مربع.
قبل استقلال الجزائر، كان المبنى بمثابة مقر للقوى الاستعمارية. في 4 يونيو 1958، ألقى رئيس فرنسا الأسبق شارل ديغول من الشرفة خطابه الشهير «لقد فهمتكم» (Je vous ai compris).

## الديكور الداخلي
تزين العديد من الأعمال الفنية القصر الحكومي. اللوحات الموجودة في المبنى عبارة عن مقتنيات تمت على مدار تاريخ الجمهورية الجزائرية.
يوجد معرض صور رؤساء الحكومات في الطابق الأول من القصر.

## انظر ايضًا
- قصر المرادية: المقر الرسمي لرئيس الجمهورية الجزائرية